# 4號國道 (南非)
4號國道（N4）是南非一條幹線公路，是鯨灣港至馬普托公路的南非段。
自博茨瓦納邊境開始，橫貫南非東北部，經過勒斯滕堡、首都比勒陀利亞、威特班克、內爾斯普雷特，至莫桑比克邊境的科馬蒂普特止。全長654公里。